# 動脈炎
動脈炎(どうみゃくえん、英: arteritis)は動脈壁の炎症であり、一般に感染症や自己免疫疾患の結果として発生する。

## 型
- 巨細胞性動脈炎（旧称 側頭動脈炎）は頭部、眼、視神経、特に側頭動脈(en:temporal artery)の動脈炎。

- en:Takayasu's arteritis affects the aorta and its branches.

- en:Polyarteritis nodosa affects the medium-sized arteries, especially those of renal, coronary, hepatic and skeletal muscle systems.

一部の動脈炎はカンジダ・アルビカンスによって引き起こされる可能性がある。